# Un studiu în roșu
Un studiu în roșu (1887, în engleză A Study in Scarlet) este unul dintre cele patru romane polițiste scrise de Sir Arthur Conan Doyle și avându-l în rolul principal pe detectivul Sherlock Holmes; în acest roman a avut loc prima apariție a acestui personaj, care a devenit mai târziu unul dintre cei mai faimoși detectivi de ficțiune.

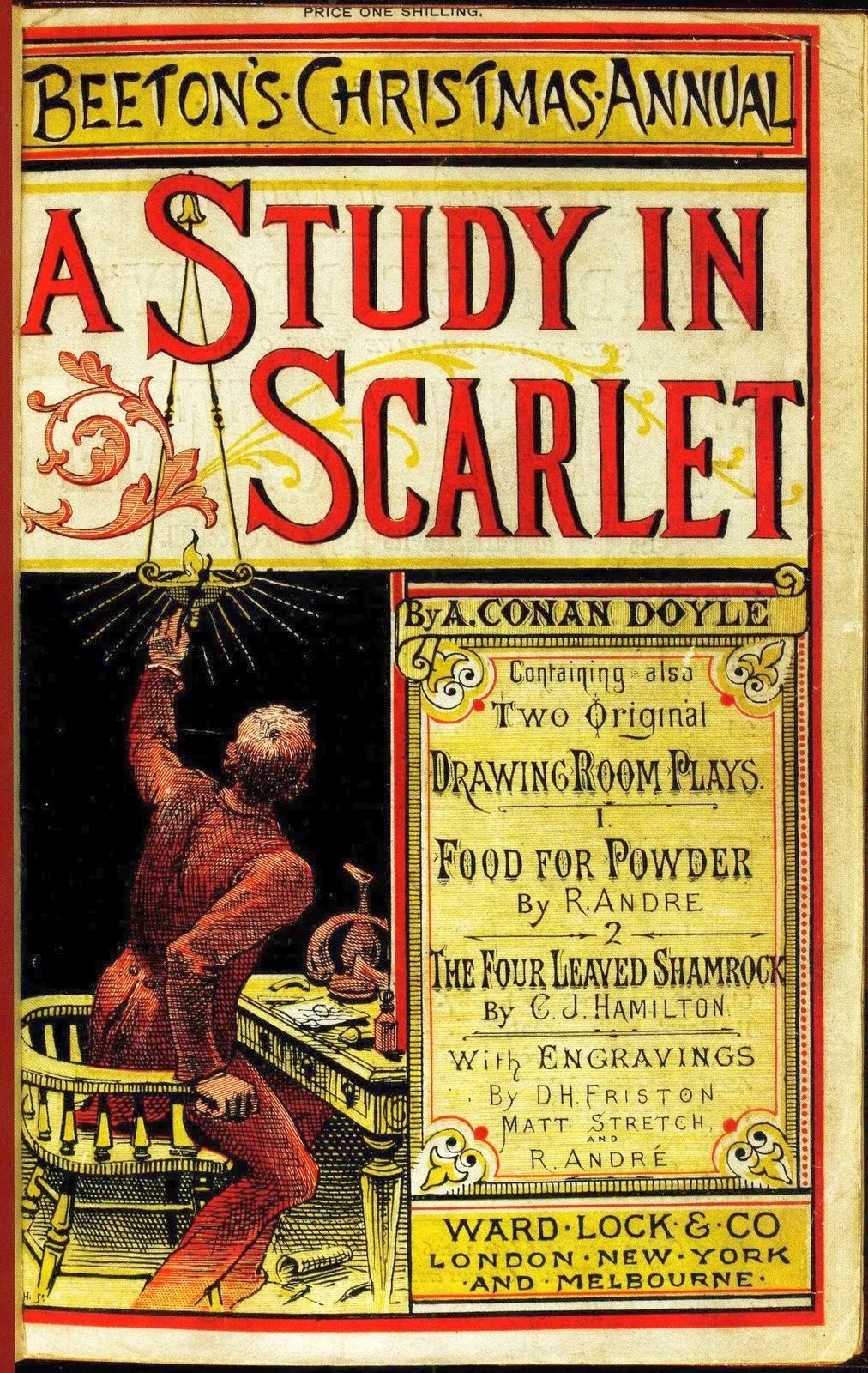
Coperta ediției din noiembrie 1887 a revistei Beeton's Christmas Annual

Conan Doyle a scris povestea în 1886 și a fost publicată în anul următor. Titlul cărții derivă de la o afirmație a lui Holmes, la finalul capitolului IV al romanului, către partenerul lui, Doctorul Watson, cu privire la natura activității sale, în care el descrie investigarea crimei din roman ca fiind "un studiu în roșu": "[...] dumitale trebuie să-ți mulțumesc pentru toate acestea. Dacă nu erai dumneata, nu m-aș fi dus și astfel ratam cel mai pasionat studiu cu care am fost confruntat vreodată: un studiu în roșu, ce zici? De ce n-am folosi puțin jargonul artei? Firul roșu la crimei se împletește cu firul lipsit de culoare, monoton, al vieții și datoria noastră este să-l desprindem, să-l izolăm și să-i dăm în vileag fiecare părticică."
Povestea și personajul principal al ei au atras interesul unui public restrâns când romanul a apărut pentru prima oară. În prezent, mai există doar 11 exemplare complete ale Beeton's Christmas Annual 1887 și ele au astăzi o valoare considerabilă. Deși Conan Doyle a scris 56 de povestiri cu Sherlock Holmes, Un studiu în roșu este una dintre cele doar patru romane din canonul original. Romanul a fost urmat de Semnul celor patru, publicat în 1890. Un studiu în roșu a fost prima lucrare de ficțiune care a introdus lupa de mărire ca instrument folosit de anchetatori.

## Redactare și publicare

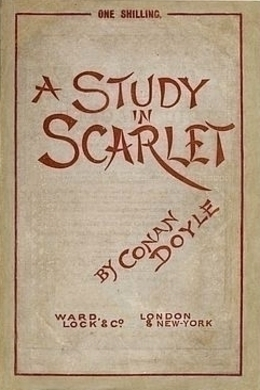
Coperta primei ediţii a romanului, 1888.

Principala sursă de inspirație a lui Conan Doyle pentru acest roman provine din volumul de povestiri More New Arabian Nights: The Dynamiter, publicat de Robert Louis Stevenson în 1885. În povestirea intitulată Story of the Destroying Angel, Stevenson povestește cum un grup de mormoni se răzbună pe un fost membru care fugise din comunitate pentru a-și salva principiile de viață.  Conan Doyle a fost influențat, de asemenea, de personajele Auguste Dupin al lui Edgar Allan Poe și detectivul Tabaret al lui Émile Gaboriau (ale cărui aventuri le citea la data redactării romanului Un studiu în roșu), care îi vor inspira inteligența metodică a lui Sherlock Holmes.
În martie 1886, Conan Doyle decide să amâne redactarea romanului său istoric Micah Clarke, și începe să scrie Un studiu în roșu. Conan Doyle nu ascunde faptul că s-a inspirat din povestirea lui Stevenson și împrumută chiar de la acesta din urmă numele unora dintre personajele sale.
Conan Doyle intenționase la început să creeze un personaj care să-și relateze investigațiile la persoana I și-i dăduse personajului numele de Ormond Sacker. În precedentele sale opere literare, Conan Doyle folosise în mod frecvent un narator-personaj. Totuși, el a decis rapid să schimbe formula de narațiune și să separe anchetatorul de povestitor în două personaje diferite: anchetatorul dotat cu o inteligență excepțională este Sherlock Holmes, în timp ce naratorul uimit de isprăvile prietenului său este Dr. John H. Watson.
Deși cuplul Holmes/Watson a fost refolosit ulterior de către autor în alte aventuri și a cunoscut o posteritate importantă, Conan Doyle considera atunci că prietenia dintre aceste două personaje este pur efemeră și că nu vor reapărea într-un alt roman. De asemenea, el dorește să retrogradeze aceste două personaje la categoria de personaje de rangul doi ale romanului, acțiunea principală fiind centrată pe aventurile lui Jefferson Hope legate de scoaterea lui John și Lucy Ferrier din secta mormonilor. Holmes și Watson nu apar decât în prima parte a romanului și la final, iar ei sunt absenți în a doua parte care se referă la trecutul lui Jefferson Hope. Cu toate acestea, autorul imaginează un personaj și un trecut destul de detaliat pentru Holmes și Watson, ceea ce necesită descrieri importante în prima parte a intrigii, care pune în lumină, în cele din urmă, detectivul care trebuia să joace inițial un rol mai anecdotic.
Conan Doyle a scris romanul la vârsta de 27 de ani. În calitate de medic generalist cu practică în Southsea, Portsmouth, el publicase deja povestiri în mai multe reviste ale timpului, cum ar fi periodicul London Society. Scrierea romanului a fost deosebit de rapidă și a durat aproximativ o lună (sau mai puțin trei săptămâni, după alte surse). Povestea a fost intitulată inițial A Tangled Skein (în română Un fir încurcat). Cu toate acestea, lui Conan Doyle i-a fost greu să-și publice: Cornhill Magazine (revistă literară mare) l-a refuzat, precum și alți editori contactați de Conan Doyle. În fața acestui refuz, Conan Doyle a fost forțat să accepte în octombrie 1886 oferta editurii Ward Lock & Co. căreia a trebuit să-i cedeze în întregime drepturile sale de autor în schimbul a numai 25 £ (deși Conan Doyle a insistat pentru a primi drepturi de autor), o sumă destul de mică, deși încă consistentă în epocă (lira sterlină avea o valoare mare la sfârșitul secolului al XIX-lea).
Ward Lock & Co. a publicat romanul abia în noiembrie 1887 în revista Beeton's Christmas Annual, fiind ilustrat de către D. H. Friston. Motivul amânării publicării a fost faptul că romanele de aventuri erau deja numeroase pe piață. Romanul a fost publicat pentru prima dată în volum în iulie 1888 de Ward, Lock & Co., având desene realizate de tatăl autorului, Charles Doyle. O a doua ediție a apărut în anul următor și a fost ilustrată de George Hutchinson; un an mai târziu, în 1890, J. B. Lippincott & Co. a lansat prima versiune americană. Cartea nu a obținut succesul scontat în Anglia, dar a avut parte de mai mult succes în Statele Unite ale Americii, deși și acesta a rămas un succes modest. Începând de atunci au apărut numeroase ediții suplimentare, traduceri și dramatizări.

## Rezumat

### Partea I: Reprezintă transcrierea Amintirilor lui John H. Watson, doctor în medicină, fost în serviciul Direcției Medicale a Armatei

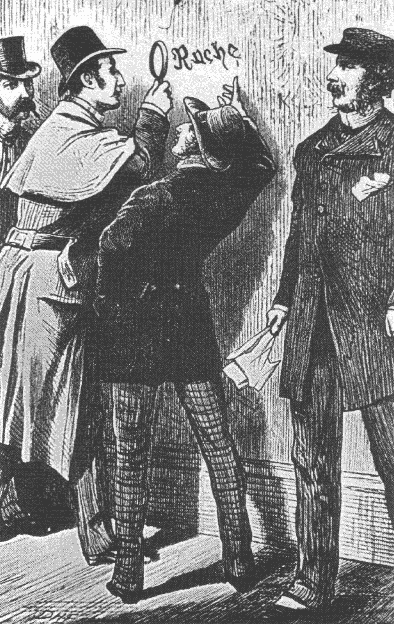
Ilustraţia originală a lui Holmes cu lupa de mărire, de D. H. Friston

Povestea începe în 1881, când dr. John Watson se întâlnește cu un vechi prieten, Stamford. Din cauza unei răni la umăr căpătate în Al Doilea Război Anglo-Afgan (1878-1880), Watson a fost fortat să se retragă din armată, iar acum este în căutarea unei locuințe. Stamford îi dezvăluie  faptul că un cunoscut al său, Sherlock Holmes, caută pe cineva cu care să împartă chiria la un apartament de la adresa 221B Baker Street.
Stamford îl duce pe Watson la laboratorul spitalului local, unde Holmes experimentează un reactiv pentru detectarea hemoglobinei. Watson arată că el este dispus să împartă apartamentul de la 221B, iar el și Holmes își descriu toate defectele pentru a se asigura că fiecare dintre ei acceptă stilul de viață al celuilalt. După ce au văzut camerele, cei doi se mută împreună.
Watson este uimit de Holmes, care are cunoștințe profunde de chimie și de literatură de senzație, foarte precise, dar cunoaștințe reduse de geologie și botanică; știe puțin despre literatură, astronomie, filozofie și politică. Holmes are, de asemenea, mai multe persoane care-l vizitează la intervale diferite in timpul zilei; el îi dezvăluie lui Watson faptul că este un detectiv consultant, iar oaspeții lui sunt de fapt clienți. Unul dintre vizitatori se dovedește a fi un fost sergent din Marină care-i livrează un mesaj de la Scotland Yard cu privire la o crimă recentă. Holmes îl invită pe Watson să-l însoțească pentru a face investigații la locul crimei.
Holmes observă trotuarul și grădina din apropierea casei, înainte de a se întâlni cu inspectorii Gregson și Lestrade. Cei patru observă scena crimei și cadavrul unui bărbat, care este identificat ca fiind Enoch Drebber. În cameră se găsesc urme de sânge, dar decedatul nu avea nicio rană pe corp. Ei află din documentele găsite asupra victimei că Drebber era în Londra împreună cu un prieten, Joseph Stangerson. Deasupra corpului său, scris cu sânge, este cuvântul "RACHE", despre care Holmes constată că acesta este cuvântul german pentru răzbunare. El continuă să deducă faptul că victima a murit otrăvită și descrie înfățișarea ucigașului: înălțime de șase picioare (aproximativ 1,83 m), picioare mici, obraji roșii, unghii lungi la mâna dreaptă, are ghete cu vârful pătrat și a fumat un trabuc Trichinopoly. El a venit într-o birjă, al cărei cal avea trei potcoave vechi și una nouă. De la polițistul care a descoperit cadavrul, Holmes află că la locul crimei sosise mai târziu un vagabond beat și își dă seama că "bețivul" era într-adevăr criminalul care se întorsese la scena crimei pentru a găsi o verighetă pe care Holmes o găsise lângă cadavru.
Holmes dă un anunț în ziar cu privire la faptul că găsise o verighetă pe strada unde avusese loc crima, așteptându-se ca ucigașul, care revenise deja la locul crimei pentru ea, va veni pentru a o recupera. La anunț a răspuns de o femeie în vârstă, care susținea că inelul îi aparține fiicei sale. Holmes o urmărește și, la întoarcerea, îi dezvăluie lui Watson faptul că bătrâna a luat o birjă, el s-a agățat în spatele ei și, la sosire, femeia nu a fost găsită nicăieri; ea a coborât din mers, ceea ce-l determină pe Holmes să creadă ca era complicele ucigașului.
A doua zi, Gregson îi vizitează pe Holmes și Watson și le spune că el l-a capturat pe "criminal". El a mers la pensiunea doamnei Charpentier, unde au locuit Drebber și Stangerson înainte de asasinarea lui Drebber. El a aflat de la ea că Drebber, un bețiv, a încercat să o sărute pe fiica doamnei Charpentier, Alice. Ea i-a dat afară pe cei doi. Drebber, cu toate acestea, s-a întors mai târziu în acea noapte și a încercat să o ia cu el pe Alice, fapt care l-a determinat pe fratele ei mai mare să-l atace. El a încercat să-l urmărească pe Drebber, dar se presupune că l-a pierdut. Gregson l-a reținut apoi pe Arthur Charpentier, fratele lui Alice.
În timp ce Gregson povestea, la apartamentul lui Holmes a ajuns Lestrade, care a adus vestea că Stangerson a fost găsit mort. Inspectorul a plecat în căutarea lui Stangerson după ce aflase la ce hotel se cazase acesta. Corpul lui a fost găsit mort lângă fereastră, înjunghiat în inimă. Deasupra cadavrului său a fost scris din nou "RACHE". Singurele lucruri pe care Stangerson le avea cu el erau un roman, o pipă și o cutie mică care conține două pastile, pe care Lestrade o adusese cu el. Holmes testează pastile pe un terrier scoțian bolnav, omorându-l. El deduce astfel că una dintre pastile conținea otravă, iar cealaltă era inofensivă.
Chiar în acel moment, în cameră intră Wiggins, un tânăr cerșetor și lider al "echipei speciale de detectivi din Baker Street", un grup de mici cerșetori vagabonzi pe care Holmes îl angajează ocazional pentru a-l ajuta, el declarând că a adus o birjă. Holmes îl trimite jos pentru a-i cere birjarului să urce, pretinzând că are nevoie de ajutor pentru a-și duce valiza; când birjarul urcă în cameră, Holmes îi pune cătușele și-l imobilizează, dezvăluind celorlalți că el era Jefferson Hope, ucigașul lui Drebber și a lui Stangerson.

### Partea a II-a: Țara Sfinților

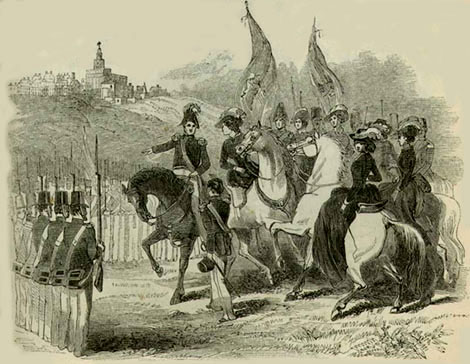
Joseph Smith, Jr. conducând Legiunea Nauvoo a mormonilor.

Partea a II-a începe cu o incursiune în trecut în Teritoriul Utah în 1847, unde John Ferrier și o fetiță pe nume Lucy, singurii supraviețuitori ai unei echipe de pionieri, zac pe pământ lângă o stâncă și sunt pe punctul de a muri de deshidratare și de foame. Ei sunt descoperiți, totuși, de o caravană mare de mormoni conduși de "profetul" Brigham Young. Mormonii îi salvează pe Ferrier și pe Lucy, cu condiția ca aceștia să adopte și să trăiască după credința lor. Ferrier, care s-a dovedit a fi un vânător priceput, primește o bucată de teren pe care să-și construiască o fermă după ce pionierii mormoni fondează orașul Salt Lake City. După mai bine de 12 ani, tânăra Lucy se împrietenește și se îndrăgostește de un bărbat pe nume Jefferson Hope.
Lucy și Hope s-au angajat să se căsătorească, imediat după întoarcerea lui Hope dintr-o călătorie de două luni în care urma să-și aranjeze treburile. Cu toate acestea, Ferrier este vizitat de Young, care-i indică faptul că ar fi împotriva religiei lor ca Lucy să se căsătorească cu Hope, un nemormon. El afirmă că Lucy trebuie să se căsătorească cu Joseph Stangerson sau cu Enoch Drebber - ambii membri ai Consiliului celor Patru ai Bisericii Mormone - din care Lucy își poate alege viitorul soț. "Profetul" le dă lui Ferrier și lui Lucy un termen de o lună pentru a se decide pentru unul dintre cei doi tineri.
Ferrier, care a jurat să nu-și căsătorească niciodată fata cu un mormon, trimite imediat un mesaj lui Hope, ceându-i ajutorul. Când este vizitat de Stangerson și Drebber, Ferrier se înfurie și-i dă afară din casă. Cu toate acestea, în fiecare zi, numărul de zile rămase lui Ferrier pentru a se decide asupra căsătoriei lui Lucy este pictat undeva la ferma lui, în mijlocul nopții. Hope sosește în cele din urmă în ajunul ultimei zi și-și scoate afară iubita și pe tatăl ei adoptiv de la ferma lor și fug împreună din Salt Lake City. Cu toate acestea, în timp ce el era la vânătoare pentru a face rost de ceva de mâncare, Hope se întoarce și vede o scenă oribilă: un mormânt improvizat pentru bătrânul Ferrier, iar Lucy nu era nicăieri de găsit.
Revenind la narațiunea principală, Hope merge de bună voie la o secție de poliție, unde își spune povestea lui Holmes, Watson și inspectorilor. El arată că s-a strecurat înapoi în Salt Lake City, aflând că Lucy a fost forțată să se căsătorească cu Drebber și că Stangerson a fost cel care l-a ucis pe Ferrier. Lucy a murit o lună mai târziu cu inima zdrobită; Drebber, care a moștenit ferma lui Ferrier, a fost indiferent față de moartea ei. În noaptea de dinainte de înmormântarea lui Lucy, Hope a pătruns în casa lui Drebber pentru a-i da o ultimă sărutare și a-i scoate verigheta de pe deget. Jurând să se răzbune, Hope a început să-i urmărească pe cei doi, în câteva ocazii fiind aproape de a reuși să-i ucidă pe Drebber și Stangerson.
Hope a început să sufere de anevrism aortic, ceea ce l-a determinat să plece în munții din Nevada pentru a câștiga bani și a-și reface sănătatea. Când s-a întors după aproximativ cinci ani, el a aflat că avusese loc o schismă în cadrul mormonilor, iar Drebber și Stangerson plecaseră din Salt Lake City după ce reușiseră să-și transforme o parte din bunuri în bani. Hope i-a căutat în Statele Unite ale Americii, găsindu-i în cele din urmă în Cleveland; el i-a urmărit apoi pe cei doi în Europa, ajungând în final la Londra.
La Londra, Hope a devenit birjar și i-a găsit în cele din urmă pe Drebber și Stangerson la gara din Euston, pe cale de a pleca la Liverpool. Pierzând primul tren, Drebber l-a instruit pe Stangerson să-l aștepte la un hotel și apoi s-a întors la casa doamnei Charpentier. El a fost atacat de fiul ei și, după ce a fugit, s-a îmbătat la o cârciumă. De acolo a fost preluat de birja condusă de Hope și condus la o casă de pe Brixton Road, unde Drebber beat a intrat împreună cu Hope. Acesta din urmă l-a forțat pe Drebber să-și amintească cine este el și apoi să ia o pastilă dintr-o cutiuță, permițându-i lui Dumnezeu să aleagă cine să trăiască și cine să moară, pentru că o pastilă era inofensivă, iar alta conținea otravă. Drebber a ales pastila otrăvită și, când murea, Hope i-a arătat verigheta lui Lucy. Starea de agitație colaborată cu anevrismul l-a făcut să-i curgă sânge din nas, pe care el l-a folosit pentru a scrie "RACHE" pe perete, deasupra lui Drebber.
El a realizat, după întoarcerea la birjă, că pierduse verigheta lui Lucy; el s-a întors la casa din Brixton Road și l-a găsit acolo pe polițistul Rance și alți agenți de poliție, de care a scăpat prefăcându-se că-i beat. El a trimis apoi un complice deghizat într-o femeie bătrână pentru a ridica presupusul inel din anunțul lui Holmes.
El a început apoi să-l urmărească pe Stangerson, știind unde se cazase acesta; dar Stangerson, aflând de omorârea lui Drebber, a refuzat să iasă. Hope a urcat în cameră, prin fereastră, și i-a oferit aceeași opțiune de a alege o pastilă, dar Stangerson l-a atacat cu un cuțit, iar Hope a fost silit să se apere și să-l înjunghie în inimă.
După ce Hope și-a prezentat depoziția, Holmes și Watson s-au întors pe strada Baker; Hope a murit din cauza anevrismului a doua zi după arestare, cu un zâmbet pe față. Într-o dimineață, Holmes i-a dezvăluit lui Watson cum a dedus identitatea criminalului și cum a folosit echipa specială de detectivi din Baker Street pentru a căuta un birjar cu acest nume. El îi arată apoi articolul din ziar lui Watson; Lestrade și Gregson sunt creditați ca fiind cei care au rezolvat cazul. Revoltat, Watson afirmă că Holmes ar trebui să-și relateze aventura și să o publice. După refuzul lui Holmes, Watson decide să o facă el-însuși.

## Capitole
Romanul "Un studiu în roșu" este alcătuit din 2 părți cu câte 7 capitole. Acestea sunt următoarele:
- Partea I: Reprezintă transcrierea Amintirilor lui John H. Watson, doctor în medicină, fost în serviciul Direcției Medicale a Armatei
  - 1. Domnul Sherlock Holmes
  - 2. Știința deducției
  - 3. Misterul din Lauriston Gardens
  - 4. Ce avea de spus John Rance
  - 5. Anunțul nostru ne aduce o musafiră
  - 6. Tobias Gregson arată ce poate
  - 7. Lumină în întuneric
- Partea a II-a: Țara Sfinților
  - 1. În marea câmpie salină
  - 2. Floarea din Utah
  - 3. John Ferrier stă de vorbă cu profetul
  - 4. Fuga spre viață
  - 5. Îngerii răzbunători
  - 6. O continuare a amintirilor doctorului John Watson
  - 7. Concluzia

## Personaje
- Sherlock Holmes - detectiv consultant
- doctorul Watson - medic militar pensionat
- Tobias Gregson - inspector la Scotland Yard
- Lestrade - inspector la Scotland Yard
- Jefferson Hope - ucigașul lui Drebber și a lui Strangerson
- Stamford - infirmier la Spitalul Barts
- John Rance - polițistul care a descoperit cadavrul lui Drebber
- Wiggins - vagabond folosit de Holmes în anchetele sale
- John Ferrier - salvat de la moarte de mormoni, unul dintre cei mai bogați locuitori din Salt Lake City
- Lucy Ferrier - fiica adoptivă a lui Ferrier
- Brigham Young - "profetul" mormonilor
- Enoch Drebber - fiul unuia dintre liderii mormonilor, s-a căsătorit cu forța cu Lucy Ferrier
- Joseph Stangerson - fiul unuia dintre liderii mormonilor, l-a împușcat pe John Ferrier

## Reprezentarea mormonilor
Potrivit unui articol publicat în 1994 într-un ziar din Salt Lake City, atunci când Conan Doyle a fost întrebat despre descrierea organizației Sfinților din Zilele din Urmă ca fiind implicată în cazuri de răpire, crimă și sclavie, el a spus: "tot ce am spus despre banda danită și despre crime este un lucru istoric așa că nu pot să o retrag, deși este potrivit ca într-o lucrare de ficțiune să fie menționate mai sinistru decât într-un studiu istoric. Este cel mai bine să lăsăm lucrurile așa". Cu toate acestea, fiica lui Conan Doyle a declarat: "Știi, tata ar fi primul care a admis că primul său roman cu Sherlock Holmes era plin de erori cu privire la mormoni". La câțiva ani după moartea lui Conan Doyle, Levi Edgar Young, un descendent al lui Brigham Young și o autoritate generală a mormonilor, a pretins că Conan Doyle și-a cerut scuze în particular, spunând că: "El [Conan Doyle] a spus că a fost indus în eroare de către scrierile timpului despre [această] Biserică". Cu toate acestea, într-o prefață la volumul II al operelor complete cu Sherlock Holmes, Loren Estleman a remarcat critica implicită a Bisericii Mormonilor. Ea afirmă că povestea nu a fost controversată în perioada publicării sale, probabil ca urmare a memoriei recente a masacrului de la Mountain Meadows și a numărului mic de membri ai bisericii. 
În august 2011, consiliul școlar din comitatul Albemarle, Virginia a eliminat Un studiu în roșu din listele de lecturi pentru elevii din clasa a VI-a din școlile districtului ca urmare a plângerilor elevilor și părinților cu privire la faptul că romanul era denigrator față de mormoni. Prin urmare, el a fost mutat în listele de lecturi pentru elevii din clasa a X-a și rămâne în uz în centrele școlare prin corespondență pentru toate clasele.

## Aluzii la alte lucrări
În Naked is the Best Disguise (1974), Samuel Rosenberg menționează asemănarea între urmărirea lui Enoch Drebber de către Jefferson Hope și o secvență din romanul Ulise de James Joyce. Mai multe alte asocieri între romanele lui Conan Doyle și Joyce sunt, de asemenea, menționate în cartea lui Rosenberg.
Autorul britanic de benzi desenate Neil Gaiman a adaptat această poveste la universul Cthulhu Mythos al scriitorului horror H. P. Lovecraft. Noua povestire este intitulată "A Study in Emerald" (2004) și are o structură paralelă.
O versiune a provocării alegerii unei otrăvi este folosită în romanul  The Princess Bride (1973) al lui William Goldman, precum și în adaptarea cinematografică ulterioară a romanului. Misteriosul om în negru îl urmărește pe geniul criminal sicilian Vizzini și-l provoacă la un joc de inteligență care implică două pahare de vin și o cantitate de "pudră de iocaină" mortală (o toxină fictivă). Vizzini alege un pahar, amândoi beau, iar Vizzini moare. Este dezvăluit faptul că ambele pahare conțineau iocaină, dar omul în negru își formase o imunitate la chimicale.
The House of Silk este un roman cu Sherlock Holmes scris de autorul Anthony Horowitz care începe un pic asemănător cu Un studiu în roșu.

## Adaptări
În calitate de primă operă literară cu Sherlock Holmes publicată, Un studiu în roșu a fost printre primele care au fost adaptate pentru film. În 1914, Conan Doyle a autorizat un film film mut produs de G. B. Samuelson.  Rolul lui Holmes a fost interpretat de James Bragington, un contabil care nu mai lucrase înainte (și nici după) ca actor. El a fost angajat pentru asemănarea sa cu Holmes așa cum acesta era prezentat în desenele publicate inițial cu povestirile. Din păcate, deoarece filmele mute timpurii au fost făcute cu materiale de proastă calitate și arhivarea filmelor era rară, acesta este considerat acum un film pierdut. Succesul acestui film a permis realizarea în același an a unei a doua versiuni de către Francis Ford, care a fost, de asemenea, pierdută.
În ciuda titlului, filmul Un studiu în roșu (1933), cu Reginald Owen în rolul lui Sherlock Holmes și Anna May Wong în rolul doamnei Pyke , are un scenariu fără nicio legătură cu romanul, producătorii achiziționând numai drepturile pentru folosirea titlului, nu și a poveștii. (Așa de restrânse erau drepturile achiziționate, încât faimoasa adresă de pe strada Baker a fost "221A" în film și nu renumita "221B".) În afară de Holmes, Watson, doamna Hudson și inspectorul Lestrade, singurele legături cu canonul holmesian sunt câteva nume de personaje furate de scenariști (Jabez Wilson etc.).  Scenariul conține un element de o asemănare izbitoare cu cel utilizat câțiva ani mai târziu în romanul And Then There Were None al Agathei Christie, cea a numărării victimelor crimelor prin versuri ale cântecelor pentru copii (deși filmul cu Holmes ia măsuri de precauție folosind expresia "zece negri mititei").
Cartea a fost rareori adaptată în întregime, cele mai notabile fiind: 
- un episod difuzat la 23 septembrie 1968 în al doilea sezon al serialului de televiziune Sherlock Holmes, realizat de către BBC și avându-i pe Peter Cushing în rolul principal și pe Nigel Stock în rolul dr. Watson, care a adus mai multe detalii în poveste, inclusiv actorul care a pretins inelul.[15]
- primul episod al adaptării sovietice pentru televiziune Sherlock Holmes și Dr. Watson (1979) - în care a fost combinată acțiunea din roman cu cea din povestirea Aventura bandei pătate. Al doilea episod a adaptat restul romanului.[16]
- o versiune animată produsă în 1983 de Burbank Films Australia, în care vocea lui Holmes era interpretată de Peter O'Toole;[17]
- primul episod al seriei radiofonice cu Sherlock Holmes adaptate de BBC Radio 4,  cu Clive Merrison în rolul lui Holmes și Michael Williams în rolul lui Watson;[necesită citare]
- un episod din 2007 al serialului radiofonic american The Classic Adventures of Sherlock Holmes.[necesită citare]

Alte adaptări utilizează numai porțiuni din prima parte a cărții, în care se stabilește relația lui Holmes cu Watson. Serialul de televiziune cu Ronald Howard/H. Marion Crawford folosește acea porțiune din carte ca bază pentru episodul "The Case of the Cunningham Heritage". Serialul radiofonic cu John Gielgud/Ralph Richardson combină această secțiune din roman cu detalii din "Aventura lui Charles Augustus Milverton" pentru a crea primul său episod.
Steven Moffat a adaptat parțial Un studiu în roșu în episodul "A Study in Pink", primul episod al serialului BBC pentru televiziune Sherlock (2010) cu Benedict Cumberbatch în rolul lui Sherlock Holmes din secolul al XXI-lea și Martin Freeman în rolul dr. Watson. Adaptarea a reținut multe elemente individuale din poveste, cum ar fi scris textul "RACHE" scrijelit pe perete și două pastile, precum și anevrismul cu potențial fatal al criminalului (acesta se află totuși în creierul său și nu în aorta lui). Cu toate acestea, întreaga poveste petrecută în America este omisă, iar motivația criminalului este complet diferită. De asemenea, aici apare și  Moriarty.
În 2010, Un studiu în roșu a fost adaptat pentru scena de teatru de către William Amos Jr și Margaret Walther.
Un studiu în roșu a fost ilustrat de Seymour Moskowitz pentru benzile desenate Classics Illustrated din 1953. El a fost adaptat într-o formă de roman ilustrat de către Innovation Publishing în 1989 (adaptat de James Stenstrum și ilustrat de Noly Panaligan) și de Sterling Publishing în 2010 (adaptat de Ian Edginton și ilustrat de I.N.J. Culbard).

## Traduceri în limba română
- Un studiu în roșu - în volumul "Un studiu în roșu. Semnul celor patru" (Ed. Minerva, Colecția Biblioteca pentru toți, nr. 763, București, 1973) - traducere de Lazăr Cassvan
- Un studiu în roșu - în volumul "Aventurile brigadierului Gerard. Un studiu în roșu. Semnul celor patru" (Ed. Dacia, Cluj-Napoca, 1987) - traducere de Lazăr Cassvan
- Un studiu stacojiu (Ed. Aldo Press, București, 2004) - traducere de Doina Puicea
- Studiu în roșu intens (Ed. Best Publishing, București, 2004) - traducere de Liliana Angela Borșan
- Un studiu în roșu (Ed. Leda, București, 2005) - traducere de Doina Opriță
- Un studiu în roșu - în volumul "Aventurile lui Sherlock Holmes. Vol I" (Colecția Adevărul, București, 2010) - traducere de Doina Puicea
- Un studiu în roșu - în volumul "Aventurile lui Sherlock Holmes. Vol I" (Colecția Adevărul, București, 2011) - traducere de Doina Puicea
- Un studiu în roșu (Ed. Gramar, București, 2011) - traducere de Gabriel Mălăescu

## Ilustrații

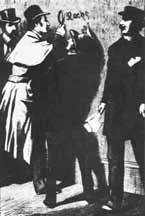
David Henry Friston (1820 - 1906).
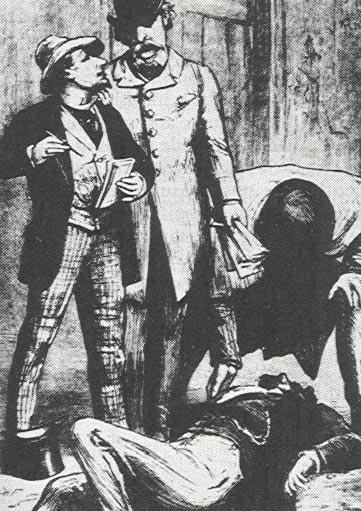
David Henry Friston.
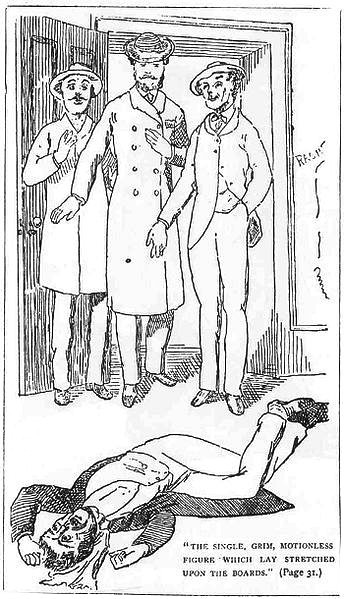
Charles Altamont Doyle, tatăl lui Arthur.
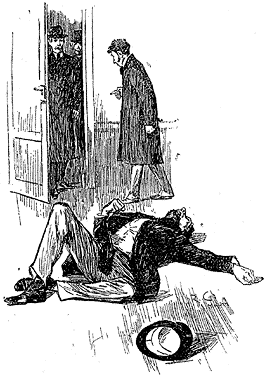
Richard Gutschmidt.